# José C. Paz
José C. Paz – miasto w Argentynie, położone w północnej części prowincji Buenos Aires.

## Opis
W mieście znajduje się droga krajowa-RP24, przez miasto przebiega też linia kolejowa. 